# Bel Air (Harford megye, Maryland)
Bel Air város az Amerikai Egyesült Államok Maryland államában, Harford megyében, melynek megyeszékhelye. Lakosainak száma 10 661 fő (2020. április 1.).

## Népesség
A település népességének változása:

| 2010 | 10 120 |
| 2020 | 10 661 |